# STAT3
STAT3(Signal transducer and activator of transcription 3, 신호 변환기 및 전사 활성제 3)은 인간에서 STAT3 유전자에 의해 인코딩되는 전사인자이다. 이는 STAT 단백질 계열에 속한다.

## 기능
STAT3은 STAT 단백질 계열에 속한다. 사이토카인과 성장 인자에 반응하여 STAT3는 수용체 관련 야누스 키나제(JAK)에 의해 인산화되어 동종이량체 또는 이종이량체를 형성하고 세포핵으로 이동하여 전사 활성화 인자로 작용한다. 구체적으로, STAT3은 인터페론, 표피 성장 인자(EGF), 인터루킨(IL-)5 및 IL-6과 같은 리간드에 반응하여 티로신 705의 인산화 후에 활성화된다. 또한, STAT3의 활성화는 미토겐 활성화 단백질 키나제(MAPK)에 의한 세린 727의 인산화와 c-src 비수용체 티로신 키나제를 통해 발생할 수 있다. STAT3은 세포 자극에 반응하여 다양한 유전자의 발현을 중재하므로 세포 성장 및 세포사멸과 같은 많은 세포 과정에서 중요한 역할을 한다.
STAT3 결핍 마우스 배아는 낭배 형성이 시작되는 배아 7일 이후에는 발달할 수 없다. 발달의 초기 단계에서는 배아 줄기 세포(ESC)의 자가 재생을 위해 STAT3 활성화가 필요한 것으로 보인다. 실제로, 미분화 상태를 유지하기 위해 쥐 ESC 배양에 공급되는 LIF는 STAT3가 다른 수단을 통해 활성화되는 경우 생략될 수 있다.
STAT3은 다양한 자가면역 질환과 관련된 TH17 보조 T 세포의 분화에 필수적이다. 바이러스 감염 동안 T 세포에 STAT3가 결여된 마우스는 Tfh(T-follular helper) 세포를 생성하는 능력이 손상되고 항체 기반 면역을 유지하지 못한다.
STAT3는 암 전이의 요인인 E-셀렉틴의 상향조절을 유발했다.
STAT3의 과다활성화는 코로나19 감염 및 기타 바이러스 감염에서 발생한다.